# Jakkva
A jakkva (hangul: 약과, handzsa: 藥菓, RR: yakgwa) koreai édesség,  hangva (hangwa), melynek fő összetevői a liszt, a szezámolaj és a méz. Forró olajban hirtelen sütik, majd mézes sziruppal leöntik. Nevének jelentése „gyógysütemény”, mert a mézet hagyományosan gyógyszernek tekintik a koreai népi gyógyászatban. Az alap tésztához ízesítőket is kevernek, őrölt szezámmagot, fahéjat vagy gyömbért. A tésztát krizantém vagy egyéb virág alakú nyomóformával formázzák. A korjói (goryeói) királyi udvarban (918–1392) kedvelt csemege volt.